# Ochropleura musiva
Ochropleura musiva är en fjärilsart som beskrevs av Jacob Hübner 1827. Ochropleura musiva ingår i släktet Ochropleura och familjen nattflyn. Inga underarter finns listade i Catalogue of Life.